# 迪耶内
迪耶内（法語：Dienné，法語發音：[djene]）是法国新阿基坦大区维埃纳省的一个市镇，位于该省中部偏南，属于普瓦捷区。

## 地理
迪耶内（46°26'29"N, 0°32'52"E）面积16.56 平方千米，位于法国新阿基坦大区维埃纳省，该省份为法国中西部省份，北起曼恩-卢瓦尔省和安德尔-卢瓦尔省，西接德塞夫勒省，南至夏朗德省，东南接上维埃纳省，东临安德尔省。
与迪耶内接壤的市镇（或旧市镇、城区）包括：弗勒雷、洛迈泽、圣洛朗德茹尔德、韦尔农。

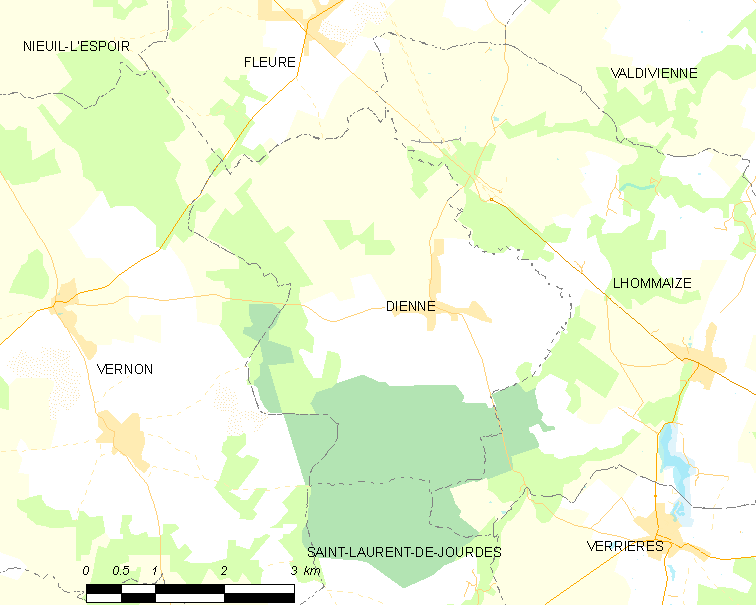
迪耶内的OSM定位图

迪耶内的时区为UTC+01:00、UTC+02:00（夏令时）。

## 行政
迪耶内的邮政编码为86410，INSEE市镇编码为86094。

## 政治
迪耶内所属的省级选区为维沃讷县。

## 人口

1962-2008年间迪耶内人口变化图示

迪耶内于2022年1月1日时的人口数量为583人。